# Естонська література
Естонська література (ест. eesti kirjandus) — література, написана естонською мовою.

## XVI—XVIII

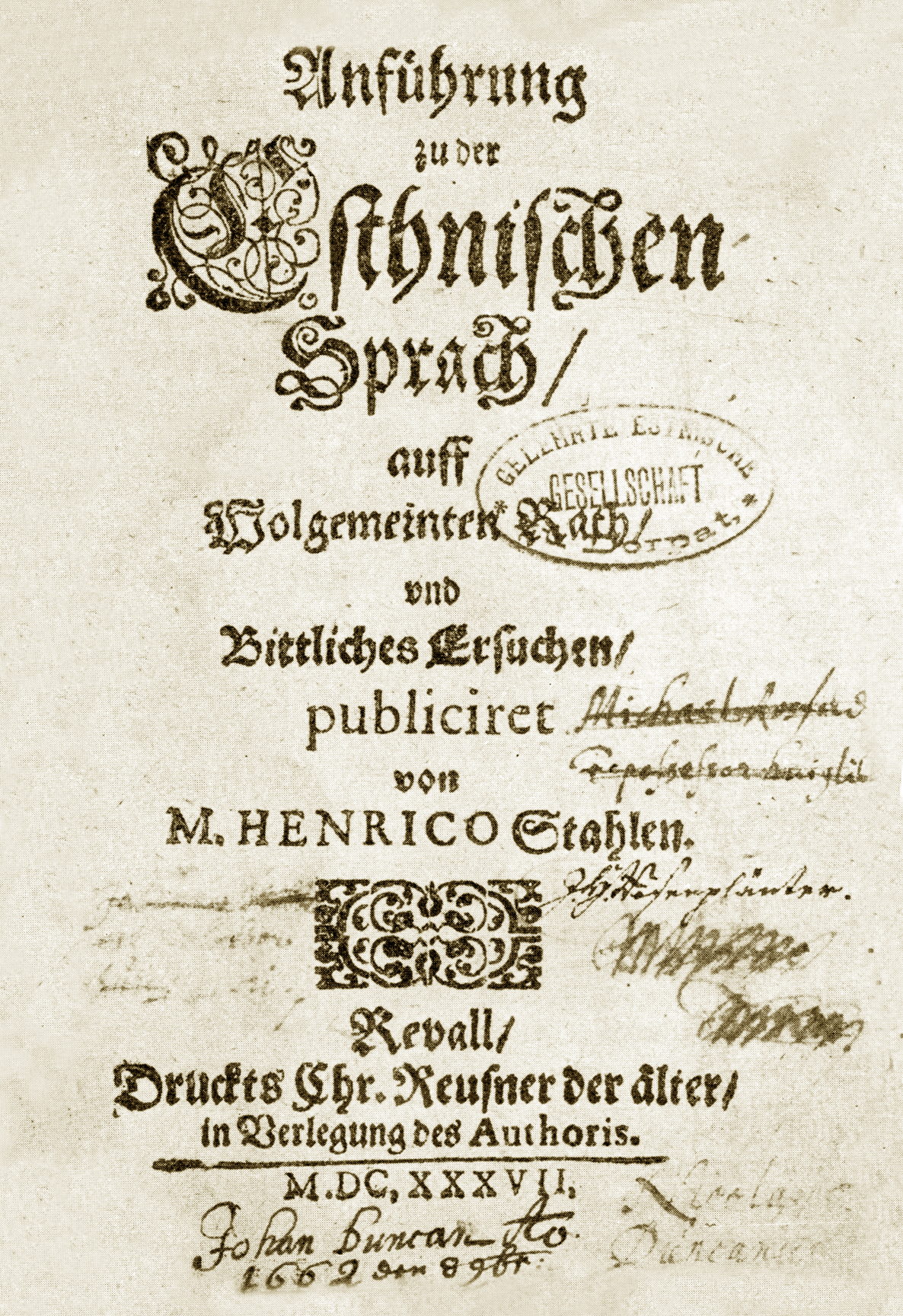
Естонська граматика (1637) створена Генріхом Шталем

Література естонською мовою почала розвиватися досить пізно. Поневолення естонських земель у XIII столітті німецькими, а потім і данськими феодалами на довгий час затримало формування національної літературної мови і літератури.
1553 року була надрукована в місті Любеку перша книга естонською мовою: « Малий Катехізис Лютера», в перекладі Франца Вітте. Як ця книга, так і твори польського єзуїта Вельтера (1591 р.) зникли безслідно; найдавнішою великою літературною пам'яткою естонської мови є 39 проповідей  Георга Мюллера, написані з 1600 до 1606 року і вперше видані 1891 року.
Література I періоду, до кінця XVII століття, майже виключно релігійна. Народ, виснажений рабством, війнами, спустошеннями, вселюдними хворобами, шукав розради в релігії, вибачаючи як погану мову, так і безглуздий правопис книг. Найвидатніші письменники цього періоду: Генріх Шталь (бл. 1600—1657), який видав у 1632—1638 рр. «Hand-und Hauszbuch für das Fürstenthumb Ehsten» (молитви, гімни в прозі, недільні євангельські та апостольські читання), а в 1641—1649 роках збірник проповідей; 1656 року його «Hand-und Hauszbuch …» видали у виправленому вигляді, причому варварську прозу гімнів переробили в настільки ж варварські вірші. Далі йдуть: сучасник Шталя І. Россіні (Rossihnius, помер близько 1645 р.), що видав «Лютеранський Катехізис і недільні євангельські та апостольські читання» (1632); Адріан Віргіній (1663—1706), перекладач Нового Заповіту південною говіркою (1686 р.); автори весільних пісень  Райнер Брокман,  Йошуа Мелленбек тощо (пісні видані в «Verh. d. Gel. Estn. Ges.», 1896).
Для вивчення тодішніх вірувань і забобонів естонців важливі:  Іоханн Гутслаф, «Kurzer Bericht und Unterricht von der Falsch-heilig genandten Bäche in Lieffland Wöhhanda» (1644) і  Іоханн Форселій (Forselius), "Der einfältigen Ehsten abergl. Gebräuche "(Ревель, 1685; нове видання, СПб., 1854). Граматики з додатком зі словників склали Генріх Шталь (1637), Іоханн Гутслаф (1648) і  Хайнріх Гезекен (Göseken, 1660).
Під час II періоду, що тривав до кінця XVIII століття, виникла світська література. Мова творів стала задовільною. Батьком нового напрямку був  Бенгт Готтфрід Форселій (бл. 1660—1689), який заснував без коштів та знайомств, велику кількість народних шкіл і першу естонську вчительську семінарію (1684—1688). Під його впливом Йоганн Горнунг (Johann Hornung, бл. 1660—1715) склав першу задовільну граматику (1693) і встановив, зокрема завдяки прекрасному перекладу богослужбових книг (1694—1695) і особливо Нового Заповіту на північну говірку (1715), новий правопис, що був панівним до середини XIX століття. Його приклад наслідував укладач граматики і перекладач Старого Заповіту Антон Тор Гелле (Helle, розум. 1748). Повна Біблія, в перекладі Горнунга і Гелле, вийшла 1739 року. Інші духовні письменники XVIII століття: І. Х. Генкель, І. Г. Шнелль, Г. А. Еркслебен, А. Г. Люкке, О. В. Ебергард, Б. Щибальський, П. Г. фон Фрей і з 1729 р. гернгутери: А. Раудьял, за походженням естонець, Я. Марраш, І. К. Нейман, І. Хр. Квандт, І. Г. Ферстера, М. Тооці. Низка світських письменників починається з естонця Ганса Кясу (помер після 1734 р.) віршем, свого часу улюбленим, хоча й з поетичної точки зору неважливим: «Плач з приводу руйнування Дерпта» (1706), після нього йдуть автори повістей та оповідань А. Гелле (1740), І. M. Ген (1788), О. Р. Гольц (1817), Г. Аврелій, В. Ф. Вільман (1746—1819), І. В. Л. Луце (1756—1842), засновник першого товариства для вивчення естонської мови в Аренсбурзі, Ейзен («Підручник садівництва», 1750), А. В. Гупель («Граматика», 1780; «Короткі настанови», 1766; перше періодичне видання про медицину «Лікар», 1771).

## XIX

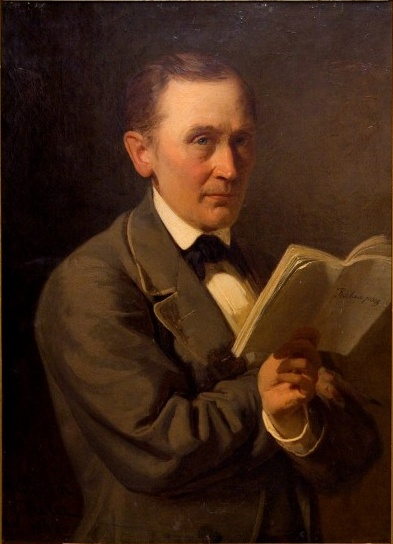
Фрідріх Рейнгольд Крейцвальд

Під час III періоду, до середини XIX століття, обдарований естонець Отто Вільгельм Мазінг (1763—1832), який відмінно володів мовою, береться за створення літератури призначеної для щойно звільнених від кріпосної залежності естонців (в Естляндії 1804 року, в Ліфляндії 1819 року). 1818 року він видає «Недільні Читання», які довго були улюбленим читанням народу; з 1821 до 1825 року виходить його «Селянський Тижневик», перше періодичне видання загального змісту, якщо не вважати маловідомого «Дерптського Селянського Тижневика» Ольдекопа і Рота (1806) ; 1820 року виходить його переклад «Ліфляндського Селянського Уложення». Крім того, він написав велику кількість брошур і статей різного змісту. Мазінг затьмарює собою всіх інших письменників цього періоду, серед яких можна відзначити ще автора повістей (1838—1839) графа  Петера фон Мантейфеля (1768—1842) й рано померлого естонця Крістьяна Яака Петерсона (1801—1822).  Іоганн Розенплянт з 1813 до 1832 року видав 20 випусків «Beiträge zur genaueren Kentniss der ehstnischen Sprache» які значно сприяли зростанню інтересу до естонської мови та літератури.
Під час IV періоду, до 80-х років XIX століття, література Естонії остаточно переходить до рук естонців вільних професій. Письменники німецького походження продовжують розробляти тільки духовну літературу, не створюючи і в цій області нічого видатного. Виникають різні види художньої літератури: роман і повість, епос, лірика, драма. 1843 року Едуард Аренс (Ahrens, 1803—1863) створює новий правопис, ґрунтований на науковому вивченні звуків і слів естонської мови. Лектор естонської мови при Дерптському університеті, Фрідріх Роберт Фельман (1798—1850), заснував 1839 року при університеті вчене естонське товариство, яке зробило велику послугу в справі вивчення естонської мови і літератури, і публікував у виданнях цього товариства високо художні народні оповіді, серед яких особливо «Койт і Емарік» («Ранкова та вечірня зоря») 1844 року привернула увагу вчених кіл до естонської народної поезії. Раптова смерть перешкодила Федьману видати оповіді про героя народного епосу «Калевіпоеге» (сина Калева), але зібрані ним матеріали перейшли до верроського лікаря Фрідріха Рейнгольда Крейцвальда (1803—1882), який і сам мав значний запас відомих з дитинства та зібраних згодом з вуст народу уривків епосу. За дорученням ученого естонського товариства Крейцвальд згрупував всі ці матеріали, і 1862 року видав «Калевіпоег, естонська народна оповідь», в 20 піснях (19034 чотиристопних хореїчних віршів — звичайний розмір естонських народних пісень). Серед великої кількості інших творів Крейцвальда — повістей, віршів, драматичних творів, популярно-наукових та медичних статей — головні: «Казки естонського народу» (1866) та поема «Лембіт», видана після смерті автора. У той же час Йоганн Вольдемар Янзен (1819—1890) створює естонську публіцистику і журналістику, видаючи з 1857 до 1864 року газету « Pärnu Postimees» («Перновський Листоноша»), а з 1864 до 1880 року "Eesti Postimees "(" Естонський Листоноша ") в Юр'єві. Більш того, Янзен написав неозору кількість повістей (зазвичай вдалі переробки з інших мов в народному стилі) і віршів, заснував у Дерпті співоче товариство «Ванемуйне» (1865) і «Естонське землеробське товариство», був одним з головних засновників «Естонського літературного товариства» (1872), яке припинило своє існування 1893 року внаслідок чвар між членами, влаштував 1869 року перше естонське співоче свято в Дерпті, яке сильно вплинуло на пробудження національної свідомості серед естонців. Його дочка Лідія Койдула (Міхельсон, 1843—1886), талановита жінка-поет, вважалася найкращим естонським ліриком свого часу.
З 1880 року, естонська література починає виходити за рамки виключно простонародної писемності та приймати характер, властивий літературам освічених народів. Виникають літературні партії й боротьба думок. У хороших перекладах починають з'являтися класичні твори інших народів. З російських авторів перекладали Карамзіна (повісті), Пушкіна, Лермонтова, Гоголя , Льва Толстого («Війна і мир», «Анна Кареніна», дрібні оповідання), Чехова, Максима Горького, Тургенєва («Батьки і діти», «Дворянське гніздо») тощо. Важливу роль при цьому відіграє періодична преса, розвиткові якої дав сильний поштовх видатний публіцист і письменник Карл Роберт Якобсон (1841—1882) своєю газетою «Сакала» (1879—1882).
У літературі на перше місце вийшла надзвичайно багата народна словесність естонців. З 1888 року Якоб Хуртов (1839—1907) систематично зайнявся збиранням залишків народної поезії; 1896 року він вже мав 40500 номерів народних пісень, 8500 номерів казок, легенд та інш., 45000 приказок, 37000 народних загадок, близько 52000 народних повір'їв і забобонів, не беручи до уваги народних жартів, ігор тощо. У збірках Маттіаса Йоханна Ейзена (1856—1934) 1897 року було 10314 народних пісень, 12906 казок та оповідань, 23215 забобонних і міфологічних уявлень, 10547 загадок, 7093 приказки, 3630 тлумачень снів, 1998 народних жартів (О. Kallas, «Uebers. ud Sammeln estnischer Runen», Гельсінгфорс, 1902).
Серед письменників, здебільшого молодих людей, без великих обдарувань, відоміші поети: Міхкель Веске, Адо Рейнвальд, Адо Гренцштейн (також хороший публіцист), пастор Ліпп, Анна Хаава, Якоб Тамм,  Петер Якобсон, Юхан Кундера, К. Сєєт, Фрідріх Кульбарс, Яків Лійв, Елізе Аун тощо; белетрист: Юхан Лійв, з видатними здібностямими, але захворілий у молоді роки на невиліковну душевну хворобу; Е. Вільде, гарний оповідач, але поверхневий і недбалий; Ернст Петерсон, не без дарування, реаліст, але іноді впадає в карикатуру; Едуард Борнхьое,  Якоб Мяндмец та інші Історики літератури та фольклористи: Я. Гурт, Юлій Крон (Julius Krohn), Карл Крон (Krohn), В. Рейман, О. Каллас, М. І. Ейзен, К. А. Герман. Духовні письменники: Р. Каллас, Едерберг, Ліпп. Композитори: Шіренк-Ляте, Каппель, Тюрнпу, К. А. Герман, Міна Герман.

## XX століття
На початку XX століття естонською мовою виходило від 200 до 250 книг щорічно. В кінці 1903 року виходило 14 періодичних видань. Серед них деякі мали до 10000 передплатників: два щоденних, одне — 3 рази, три — 2 рази, шість — один раз на тиждень, два — 1 раз на місяць. В Америці в цей же період виходив естонською мовою через кожні 2 місяці «Американський Естонський Листоноша».
Перше десятиліття XX століття в естонській літературі відзначене виникненням модернізму. Виникає літературно-художня група «Молода Естонія».
У другій половині 1920-х поезія поступається панівною позицією прозі, у творчості естонських поетів можна почути песимістичні мотиви, розчарування в навколишній дійсності. Переважною тенденцією в прозі, написаній між двома світовими війнами був реалізм. Найбільш помітним письменником епохи був Антон Хансен Таммсааре (1878—1940), автор п'ятитомного епічного роману «Tõde ja Õigus» («Істина і справедливість», 1926—1933) вважається одним з основних творів естонської літератури. Іншими видатними прозаїками були Аугуст Мялк (1900—1987) і Карл Рістіківі (1912—1977).
У 1930-х у літературу входить творче об'єднання «Волхви».